# Apatophysis baeckmanniana
Apatophysis baeckmanniana är en skalbaggsart som beskrevs av Semenov 1907. Apatophysis baeckmanniana ingår i släktet Apatophysis och familjen långhorningar.
Artens utbredningsområde är Kazakstan. Inga underarter finns listade i Catalogue of Life.